# Asiatisk leopardkat
Den asiatiske leopardkat (latin: Prionailurus bengalensis), også kaldet asiatisk dværgtigerkat eller blot leopardkat, er et lille kattedyr, der er almindeligt og vidt udbredt i Asien. Leopardkatten lever fortrinsvis af mus, der især jages om natten.
Katten har fået sit navn efter de leopardlignende pletter.

## Udbredelse
Arten lever i det sydlige og sydøstlige Asien. Den findes i dele af Indien, vestpå til Pakistan og Afghanistan, i Himalayas forbjerge, gennem det meste af Kina og nordpå til Korea og det russiske fjernøsten. Sydpå findes den gennem hele Sydøstasien, inklusiv øerne Sumatra, Java, Borneo og Taiwan. Det er det eneste vilde kattedyr i Japan, hvor den findes på øerne Tsushima og Iriomote, og på Filippinerne, hvor den findes på øerne Palawan, Panay, Negros og Cebu.